# Китмансхуп
Китмансхуп (африк. Keetmanshoop) — город в Намибии.

## География
Город Китмансхуп находится в южной части Намибии, в центре области Карас, главным городом которой является, в 500 километрах к югу от столицы страны Виндхука. Численность населения равняется 16 800 человек (на 2010 год). Город находится на подходе к пустыне Калахари, климат здесь засушливый, с малым количеством осадков. В 30 километрах западнее Китмансхупа находятся горы Боту, часть Большого Уступа, через которые протекает река Фиш. Восточнее города, в сторону ЮАР, простирается плоскогорье, на котором выделяются отдельные горы — Дюзельдорн (1116 метров), Грау-Куппе (1022 метра) и другие. Северо-восточнее Китмансхупа туристы могут любоваться такими природными достопримечательностями, как Лес колчановых деревьев и Поле игр великанов, входящих в список Национальных памятников Намибии.
Климат один из самых солнечных городов мира 3870 часов солнечного сияние в год.
Температура абсолютный максимум +42,8 в январе и абсолютный минимум -3,5 в июне.

## История
Ещё в XVIII столетии близ современного Китмансхупа существовало поселение готтентотов. В 1866 году немецкие миссионеры построили здесь свою станцию, и он считается годом основания города. Название получил по имени немецкого банкира Иоганна Китмана (в пер. Надежда Китмана), финансировавшего деятельность миссионерского общества. В городе сохранились некоторые постройки конца XIX — начала XX веков, в том числе и немецкая миссионерская церковь (1895 года). В городе имеется Музей Китмансхупа; построенный в 1910 году Императорский почтамт входит в число Национальных памятников Намибии.